# Шостак, Михаил Соломонович
Михаи́л (Рахми́эль) Соломо́нович Шо́стак (1902 — 9 сентября 1969, Ленинград) — советский организатор кинопроизводства. Заслуженный работник культуры РСФСР (1969).

## Биография
Родился в 1902 году в одной из западных губерний России. В годы Первой мировой войны семья оказалась во Владимирской губернии. Продолжил учебу во Владимирском реальном училище. В декабре 1917 года при его участии во Владимире был основан союз учащихся «III Интернационал», реорганизованный вскоре в союз молодёжи «III Интернационал», ставший предшественником городской комсомольской организации. Михаилу Шостаку было тогда шестнадцать лет, и он учился в 6-м классе реального училища. В октябре 1918 года он стал делегатом I Всероссийского съезда РКСМ. По возвращении из Москвы участвовал в организации и работе 1-го Владимирского уездного и 1-го губернского съездов комсомола. Вошёл в состав Владимирского уездного комитета РКСМ. В начале января 1919 года в составе первой небольшой группы добровольцев отправился на фронт. Служил инструктором Пинского военкомата, красноармейцем 1-го Минского батальона, инструктором штаба 52-й стрелковой дивизии на Западном фронте. В 1920 году отозван в Москву – заместитель начальника административного управления полевого штаба Реввоенсовета республики, член центральной комиссии по сокращению Красной армии. После демобилизации учился, работал пианистом в Москве, затем заведовал музыкальной частью Ленинградского отделения Совкино.
С 1931 года работал на Ленинградской кинофабрике – управляющий делами (1931–1932), помощник директора по планово-финансовой части (1932–1933), заместитель директора по производственной части (1933—1934), исполняющий обязанности директора (1934), директор (1934), заместитель директора по административной части (1935–1936). За руководство производством фильма «Чапаев» награждён командованием РККА именным оружием. 11 января 1935 года по случаю 15-летия советской кинематографии награждён грамотой ЦИК СССР. В 1936 году за производство фильма «Сын Монголии» награждён орденом Трудового Красного Знамени Монгольской Народной Республики.
В июле 1936 года назначен заместителем директора «Союздетфильма», в августе 1937 года  «освобожден от занимаемой должности в связи с переходом на другую работу». Вернулся на киностудию «Ленфильм». Работал директором кинокартин.
1 февраля 1939 года Указом Президиума Верховного Совета СССР за производство фильма «Выборгская сторона» награждён орденом «Знак Почёта».
16 августа 1941 года приказом директора киностудии «Ленфильм» Ивана Глотова назначен уполномоченным по эвакуации. 5 октября 1941 года назначен врио директора киностудии в Алма-Ате.
В 1944 году руководил работами по восстановлению «Ленфильма». Заведовал производством первого послевоенного фильма студии «Великий перелом». Впоследствии работал директором Первого объединения «Ленфильма» (руководители Григорий Козинцев, Иосиф Хейфиц). Был директором фильмов Григория Козинцева.
26 июня 1969 года за заслуги в области советской кинематографии ему было присвоено почётное звание заслуженного работника культуры РСФСР.
Умер 9 сентября 1969 года.

## Фильмография

### Директор
- 1938 — Выборгская сторона
- 1943 — Она защищает Родину
- 1945 — Великий перелом
- 1946 — Во имя жизни
- 1947 — Пирогов
- 1951 — Белинский
- 1957 — Дон Кихот
- 1957 — Балтийская слава
- 1959 — Повесть о молодожёнах
- 1960 — Пиковая дама
- 1961 — Барьер неизвестности
- 1964 — Гамлет
- 1966 — Три толстяка
- 1970 — Король Лир